# Toto IV
Vous lisez un « bon article » labellisé en 2018.
Albums de Toto
Turn Back
(1981) Isolation
(1984)
Singles
1. Rosanna
Sortie : 1er avril 1982
2. Make Believe
Sortie : 7 août 1982
3. Africa
Sortie : 30 octobre 1982
4. I Won't Hold You Back
Sortie : 12 mars 1983
5. Waiting for Your Love
Sortie : 2 juillet 1983

Toto IV est le quatrième album studio du groupe américain de rock Toto, sorti le 8 avril 1982 sous le label Columbia Records. Produit par le groupe lui-même, l'album est enregistré dans un contexte tendu avec la maison de disque, à la suite de l'échec commercial de Turn Back, paru un an plus tôt. Le label menace en effet le groupe de rompre son contrat si celui-ci ne produit pas un disque à succès. La formation reste identique à l'album précédent : Steve Lukather est à la guitare, Bobby Kimball au chant, David Hungate à la basse, Jeff Porcaro à la batterie, Steve Porcaro et David Paich aux claviers. Toto s'entoure également de nombreux musiciens, dont certains sont des proches, comme Marty Paich, Lenny Castro ou encore Joe Porcaro. Le bassiste David Hungate choisit toutefois de quitter le groupe à la fin des sessions d'enregistrements pour se consacrer à sa famille. Il est remplacé par Mike Porcaro, frère de Jeff et Steve Porcaro.
Toto IV est enregistré entre Los Angeles et Londres de fin 1981 à début 1982, et marque d'importants changements dans la musique du groupe. En effet, alors que Turn Back s'oriente vers un registre hard rock, Toto choisit de composer des mélodies aux influences rock progressif et jazz-fusion, avec des paroles axées sur l'amour et le romantisme. À sa sortie, l'album n'est pas apprécié par les critiques musicaux de l'époque. Le groupe subit en effet depuis ses débuts un acharnement médiatique, qui se traduit parfois par des propos haineux de la part de certains journalistes issus de la vague punk rock. Pourtant, Toto IV devient rapidement un succès commercial et donne au groupe une notoriété internationale. Cinq singles en sont extraits, dont les titres Africa et Rosanna, qui occupent respectivement les première et deuxième place au Billboard Hot 100. L'album se hisse par ailleurs à la quatrième place du Billboard 200.
Le groupe atteint la consécration lors de la 25e cérémonie des Grammy Awards en 1983, puisqu'il obtient vingt-huit nominations et six récompenses, dont celle de l'album de l'année et de la chanson de l'année pour Rosanna. Cette performance permet à Toto d'enchaîner une tournée à succès, puis de participer activement à la composition et l'enregistrement de l'album Thriller de Michael Jackson. Toto IV se vend à plus de douze millions exemplaires dans le monde et devient disque de platine dans plusieurs pays.

## Genèse

### Contexte

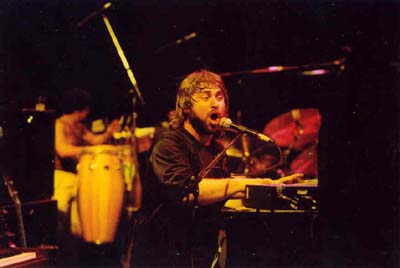
David Paich est un des principaux compositeurs et paroliers sur Toto IV.

En 1981, Toto célèbre ses cinq ans d'existence. Formé en 1976 par David Paich (claviers) et Jeff Porcaro (batterie), le groupe a déjà sorti trois albums studios. Toto paraît en 1978 sous le label CBS Records, alors que ses membres sont déjà des musiciens expérimentés. David Paich est en effet le fils du compositeur Marty Paich. De son côté, Jeff Porcaro est également issu d'une famille de musiciens, fils de Joe Porcaro et frère de Mike Porcaro et Steve Porcaro. David Paich et Jeff Porcaro ont plusieurs collaborations musicales notables à leur actif, dont une participation à l'album Pretzel Logic de Steely Dan. Steve Lukather, âgé de dix-neuf ans, les rejoint à la guitare, David Hungate à la basse, Steve Porcaro aux claviers et Bobby Kimball au chant. Inspiré par Steely Dan, Journey et Styx, le groupe expérimente le mélange de plusieurs genres musicaux tels que le rock progressif et le jazz fusion. L'album Toto est un succès commercial important, malgré l'émergence de nouveaux genres musicaux comme le punk rock californien ou de la musique new wave. Il leur permet d'obtenir une nomination pour le Grammy Award du meilleur nouvel artiste en 1979. Toto s'illustre également avec la sortie du single Hold the Line, qui atteint la cinquième place au Billboard Pop 100.
L'album suivant, intitulé Hydra est publié en 1979. Essentiellement composé par David Paich, dans un registre davantage hard rock, le disque rencontre un succès moindre que son prédécesseur, malgré la sortie de 99, chanson inspirée du film de George Lucas THX 1138,. En 1981, Toto sort l'album Turn Back, qui se révèle « désastreux » pour les critiques musicaux ; aucun titre ne parvient à se démarquer, ce qui est une déception pour le groupe. De plus, malgré des musiciens talentueux, Toto doit faire face aux nombreuses critiques des médias américains de l'époque. Steve Lukather déclare en 2015 : « On a été le groupe le plus haï des États-Unis, mais aujourd’hui ça va mieux. On a débuté en même temps que l’émergence du punk et les anciens journalistes, qui adoraient ça, nous détestaient. On a subi énormément de cruauté, certains ont écrit à l’époque que nos parents auraient dû être stérilisés, comme ça, on ne serait jamais nés pour faire cette musique de merde. Ce genre de trucs tellement vicieux et gratuit ».
Le guitariste admet que Turn Back est le disque « le plus bizarre » que le groupe a produit, mais qu'il en a été fier au moment de sa sortie. Par ailleurs, il précise que la maison de disque Columbia Records menace de rompre son contrat avec le groupe si celui-ci ne sort prochainement pas « un hit ». David Paich reconnaît pour sa part qu'à cette époque, Toto veut prouver qu'il est un groupe pouvant jouer du rock 'n' roll sur scène, ne mesurant pas la baisse de créativité et de sensibilité des paroles des albums Hydra et Turn Back par rapport à Toto. Steve Lukather ajoute qu'à cette époque, le groupe est toujours « à la recherche de son propre son ».

### Enregistrement et production

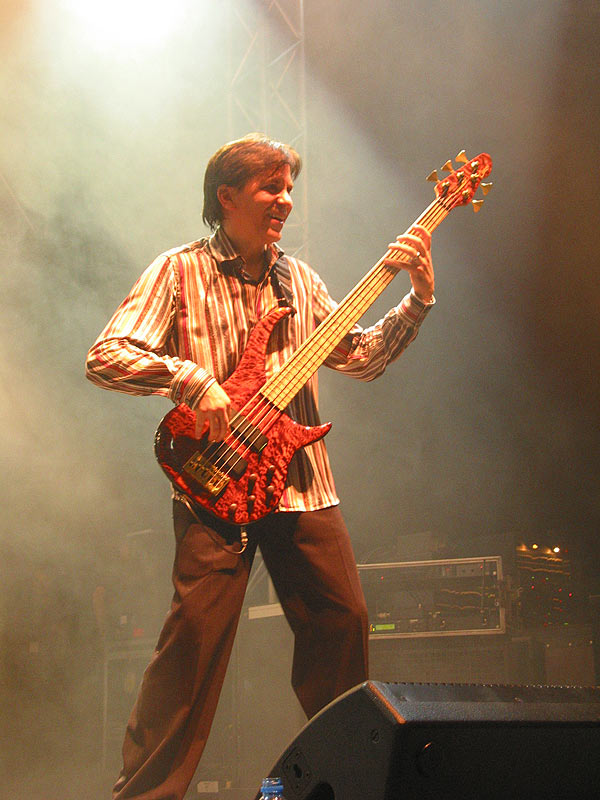
Mike Porcaro remplace David Hungate à la basse, qui quitte le groupe à la fin des enregistrements de Toto IV.

Face à cet échec, le groupe décide de réagir et prévoit l'enregistrement d'un nouvel album. Pour répondre aux critiques du label Columbia, Steve Lukather déclare : « Nous allons faire ce que nous faisons de mieux. » Le groupe fait appel à de nombreux musiciens pour l'enregistrement de l'album, dont les percussionnistes Lenny Castro et Joe Porcaro, le saxophoniste Tom Scott, ou encore Marty Paich. Toto investit tout d'abord les studios Sunset Sound Recorders et Ocean Way Recording à Los Angeles, où la plupart du travail d'enregistrement et de mixage a lieu entre fin 1981 et début 1982. Les cordes de Martyn Ford sont enregistrées et mixées à Londres, au sein des studios Abbey Road. Enfin, quelques sessions ont lieu au Hogg Manor, le studio personnel de David Paich situé à Sherman Oaks, en compagnie de Steve Porcaro. Dix chansons sont choisies pour figurer sur l'album. Le travail d'écriture et de composition est principalement effectué par David Paich. Steve Lukather signe pour sa part sa première composition avec le groupe, avec le titre I Won't Hold You Back. Steve Porcaro écrit et compose pour sa part le morceau It's a Feeling.
Al Schmitt est choisi par le groupe comme un des principaux ingénieurs du son et Greg Ladanyi se charge du mixage. À cette époque, la plupart des enregistrements d'albums se font grâce à la technique de l'enregistrement multipiste. Les ingénieurs du son utilisent trois enregistreurs en simultané sur Toto IV, ainsi que la technique du re-recording. Bien qu'il s'agisse d'une technologie d'enregistrement avancée, celle-ci se révèle difficile à utiliser, notamment lors de la synchronisation des nombreuses unités de bandes issues des différents enregistreurs. Entre dix et douze bandes sont utilisées pour chaque chanson. Sur le morceau Africa, qui est une des premières chansons travaillées par le groupe en studio, David Paich enregistre tout d'abord les claviers, puis la basse de David Hungate est ajoutée. Steve Lukather joue ensuite les parties de guitare, puis Paich inclut de nouvelles parties de piano. Jeff Porcaro joue l'une des premières boucles de batterie, accompagné par Lenny Castro aux percussions.
Alors que l'enregistrement de Toto IV touche à sa fin et que la sortie de l'album est prévue pour avril 1982, David Hungate déménage à Nashville. Dans le même temps, sa femme donne naissance à leur fils et il ne souhaite pas participer à la tournée prévue pour la sortie de l'album afin de se consacrer à sa vie de famille. Il déclare : « Je venais de déménager à Nashville et une nouvelle vie s'offrait à moi. Mais la principale raison est la naissance de mon fils. [...] Ce fut la décision la plus difficile que j'ai jamais eu à prendre ». Toutes ses parties de basse ont déjà été enregistrées sur l'album, et il est remplacé par Mike Porcaro. Ce dernier participe aux dernières phases d'enregistrements, en jouant du violoncelle sur le titre Good for You.

## Caractéristiques artistiques

### Liste des chansons
| 1. | Rosanna               | David Paich                   | Steve Lukather, Bobby Kimball | 5:31 |
| 2. | Make Believe          | David Paich                   | Bobby Kimball                 | 3:45 |
| 3. | I Won't Hold You Back | Steve Lukather                | Steve Lukather                | 4:56 |
| 4. | Good for You          | Bobby Kimball, Steve Lukather | Bobby Kimball                 | 3:20 |
| 5. | It's a Feeling        | Steve Porcaro                 | Steve Porcaro                 | 3:08 |

| Face B | Face B                | Face B                                    | Face B                     | Face B | Face B | Face B | Face B | Face B | Face B |
| No     | Titre                 | Auteur                                    | Chant principal            | Durée  |        |        |        |        |        |
| ------ | --------------------- | ----------------------------------------- | -------------------------- | ------ | ------ | ------ | ------ | ------ | ------ |
| 1.     | Afraid of Love        | David Paich, Steve Lukather, Jeff Porcaro | Steve Lukather             | 3:51   |        |        |        |        |        |
| 2.     | Lovers in the Night   | David Paich                               | David Paich                | 4:26   |        |        |        |        |        |
| 3.     | We Made It            | David Paich, Jeff Porcaro                 | Bobby Kimball              | 3:58   |        |        |        |        |        |
| 4.     | Waiting for Your Love | David Paich, Bobby Kimball                | Bobby Kimball              | 4:13   |        |        |        |        |        |
| 5.     | Africa                | David Paich, Jeff Porcaro                 | David Paich, Bobby Kimball | 4:57   |        |        |        |        |        |
| 41:59  |                       |                                           |                            |        |        |        |        |        |        |

### Musique et paroles

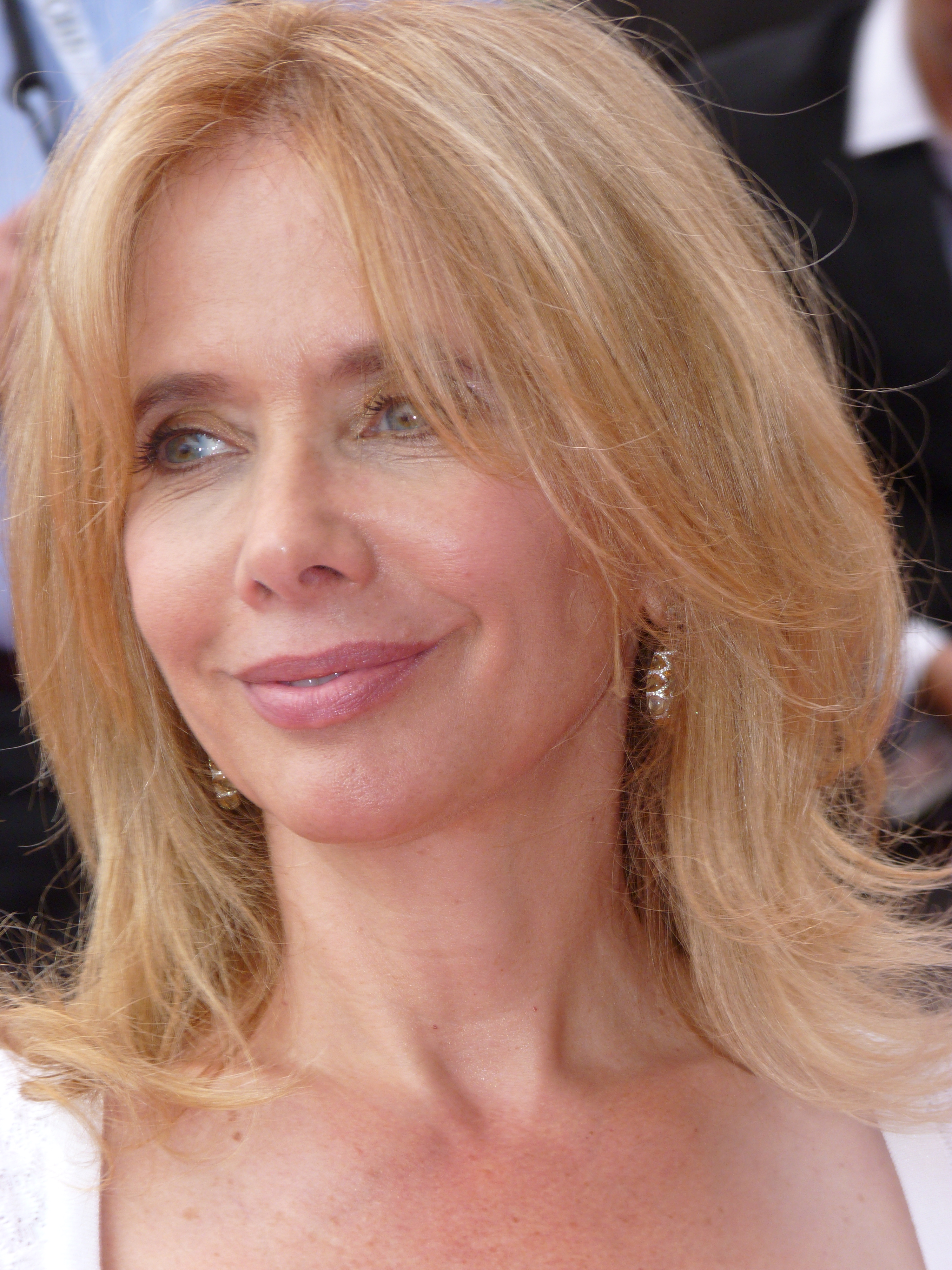
L'actrice Rosanna Arquette a inspiré le titre de la chanson Rosanna.

Toto IV est différent de son prédécesseur Turn Back. En effet, ce dernier est un album hard rock, un genre musical qui n'a pas réussi au groupe. Au moment de la sortie de Turn Back, Toto veut être un groupe de rock, quitte à être discrédité aux yeux des producteurs et des stations radio. Ce n'est qu'après l'échec commercial de ce dernier et l'avertissement adressé par Columbia Records que Toto apporte des changements dans sa musique. Toto IV se distingue par le mélange de plusieurs genres musicaux, tels le rock, le jazz et le funk. Le piano, les synthétiseurs, les cordes et les percussions occupent une place plus importante que sur Turn Back.
Toto IV s'ouvre avec la chanson Rosanna, écrite et composée par David Paich. La partition de batterie jouée par Jeff Porcaro est un shuffle. Au moment de sa sortie, une rumeur persistance naît au sujet des paroles de la chanson. En effet, Steve Porcaro noue à cette époque une relation amoureuse avec l'actrice Rosanna Arquette. La rumeur raconte que celle-ci en aurait inspiré les paroles, mais le groupe dément cette information. Rosanna Arquette joue pour sa part avec la rumeur en déclarant dans une interview que la chanson traite de ses passages réguliers au sein des studios d'enregistrement pour « apporter des bières au groupe pendant leurs sessions ». Ce n'est que trente ans plus tard que David Paich reconnaît que le titre de la chanson est inspirée de l'actrice, mais pas les paroles. Steve Lukather analyse le morceau comme un concentré de tout ce que représente la musique du groupe : « le groove, des solos, les voix [...] et un amalgame de rock de pop et de funk ». Par ailleurs, Rosanna bénéficie d'un clip réalisé par Steve Barron, mettant en scène les musiciens de Toto et la danseuse Cynthia Rhodes.
Make Believe est un morceau jazz fusion, composé d'un « groove solide » de Jeff Porcaro, accompagné par le saxophoniste Jon Smith et Bobby Kimball au chant principal. I Won't Hold You Back est la première power ballad de l'album, écrite et interprétée par Steve Lukather, accompagné par Timothy B. Schmit aux chœurs. David Hungate et Jeff Porcaro jouent un rythme discret à la basse et la batterie, tandis que la tension monte au fil du morceau, qui se termine sur de nombreux riffs de piano et les cordes de l'orchestre de Martyn Ford. Good for You met de nouveau en avant les performances vocales de Bobby Kimball, avec la présence de nombreux synthétiseurs. Mike Porcaro, qui succède à David Hungate, interprète une partie de violoncelle au sein du morceau. It's a Feeling est écrite et interprétée par Steve Porcaro et mêle des éléments de jazz et de rock progressif. La chanson traite de changements sans heurt dans une relation amoureuse, que le claviériste compare à sa propre expérience au sein du groupe.
Afraid of Love aborde un registre davantage rock et met en avant la guitare et le chant de Steve Lukather. Le thème de l'amour est de nouveau abordé, mais de manière négative, avec un personnage effrayé par sa relation amoureuse avec une femme. Lovers in the Night est un morceau énergique dans le même registre la chanson précédente. Les nombreux riffs de guitare, de piano forment un titre aux influences rock progressif. Les synthétiseurs occupent également une place importante, avec les jeux de Steve Porcaro et Ralph Dyck. We Made It, écrite par le duo David Paich et Jeff Porcaro, est une chanson énergique et positive dont le jeu de guitare de Steve Lukather s'inspire de Brian May et de  Michael Landau. Waiting for Your Love change de registre et aborde des sonorités funk ; la chanson est menée par une ligne de basse programmée par David Paich, accompagné par le rythme swingué de Jeff Porcaro. Il s'agit du seul morceau de l'album où la basse de David Hungate est absente.
Toto IV s'achève avec le morceau Africa, de nouveau issu de la collaboration entre David Paich et Jeff Porcaro. Pour ses inspirations, le claviériste avoue être fasciné par l'Afrique depuis son enfance et rêve de s'y rendre. Paich fréquente une école catholique pour garçons étant petit, et la plupart de ses professeurs sont d'anciens missionnaires chrétiens. Il est également passionné par les explorations de David Livingstone. L'idée initiale de Paich est « qu'un homme blanc écrive une chanson sur l'Afrique alors qu'il n'y est jamais allé ; il peut seulement retranscrire ce qu'il a vu à la télévision ou les souvenirs de son passé ». Le claviériste trouve l'inspiration après avoir visionné plusieurs publicités pour l'Unicef et lu des articles du magazine National Geographic. Il est notamment touché par la détresse des enfants qui souffrent de la faim et de la maladie. Les paroles racontent l'histoire romantique d'un homme seul qui s'envole pour un continent qu'il admire dans un but missionnaire. De son côté, Jeff Porcaro est influencé par les batteurs africains depuis qu'il a onze ans, notamment après avoir en avoir vu jouer à New York. Sur le morceau, il joue une boucle de batterie, et le percussionniste Lenny Castro l'accompagne au conga. Tout comme la chanson Rosanna, Africa dispose d'un clip vidéo réalisé par Steve Barron.

### Titre et pochette
Le titre Toto IV fait référence au quatrième album du groupe. La pochette représente une épée traversant quatre anneaux. Jeff Porcaro explique l'apparition de ces symboles dès le premier album Toto. Dans une interview de 1990, il déclare : « Nous avions engagé un artiste de San Francisco nommé Phillip Garris [...] il est venu écouter les enregistrements, puis il est reparti à San Francisco pour peindre la pochette où figure la célèbre épée, l'anneau autour et les rubans. Un jour, il nous a ramené le fameux emblème de l'épée [...] il nous a expliqué que l'épée reflétait ce que les paroles pouvaient révéler dans la musique. La musique de ce premier album avait un cœur tranchant, qui lui avait inspiré l'épée. L'anneau de pierre représente un travail colossal, lourd comme la pierre ».
Pour Toto IV, la pochette de l'album est réalisée par l'illustrateur Joe Spencer, qui reprend en partie le travail réalisé par Phillip Garris. Les anneaux représentent les quatre albums du groupe dans l'ordre chronologique : l'anneau du haut est le plus récent, les trois autres sont plus abimés et représentent l'usure du temps. Les épées et les chiffres romains représentent la « période classique et les porte-bonheurs » du groupe selon Steve Lukather.

## Réception

### Sortie et  accueil critique
Toto IV paraît le 8 avril 1982 dans le monde entier. L'album sort en plusieurs formats : en disque microsillon et disque compact,. Cinq singles en sont extraits : Rosanna, Make Believe, Africa, I Won't Hold You Back et Waiting for Your Love. L'accueil des critiques ne laisse pourtant pas présager un grand succès pour Toto IV. Robert Christgau attribue la note de « B- », ce qui signifie selon son guide de notation d'un album « assez intéressant, qui comporte au moins trois chansons dignes d’intérêt ». Pour Toto IV, il précise toutefois que « les paroles sont complètement oubliables et que le ton et l'esprit du groupe n'a rien à voir avec le rock'n'roll ». Christgau admet dans une interview de 2001 qu'il n'aime ni le rock progressif, ni le jazz fusion, bien qu'il ait déjà recommandé des albums de ces genres musicaux. Le magazine Rolling Stone n’encense pas non plus l'album et donne la note de deux étoiles sur cinq.

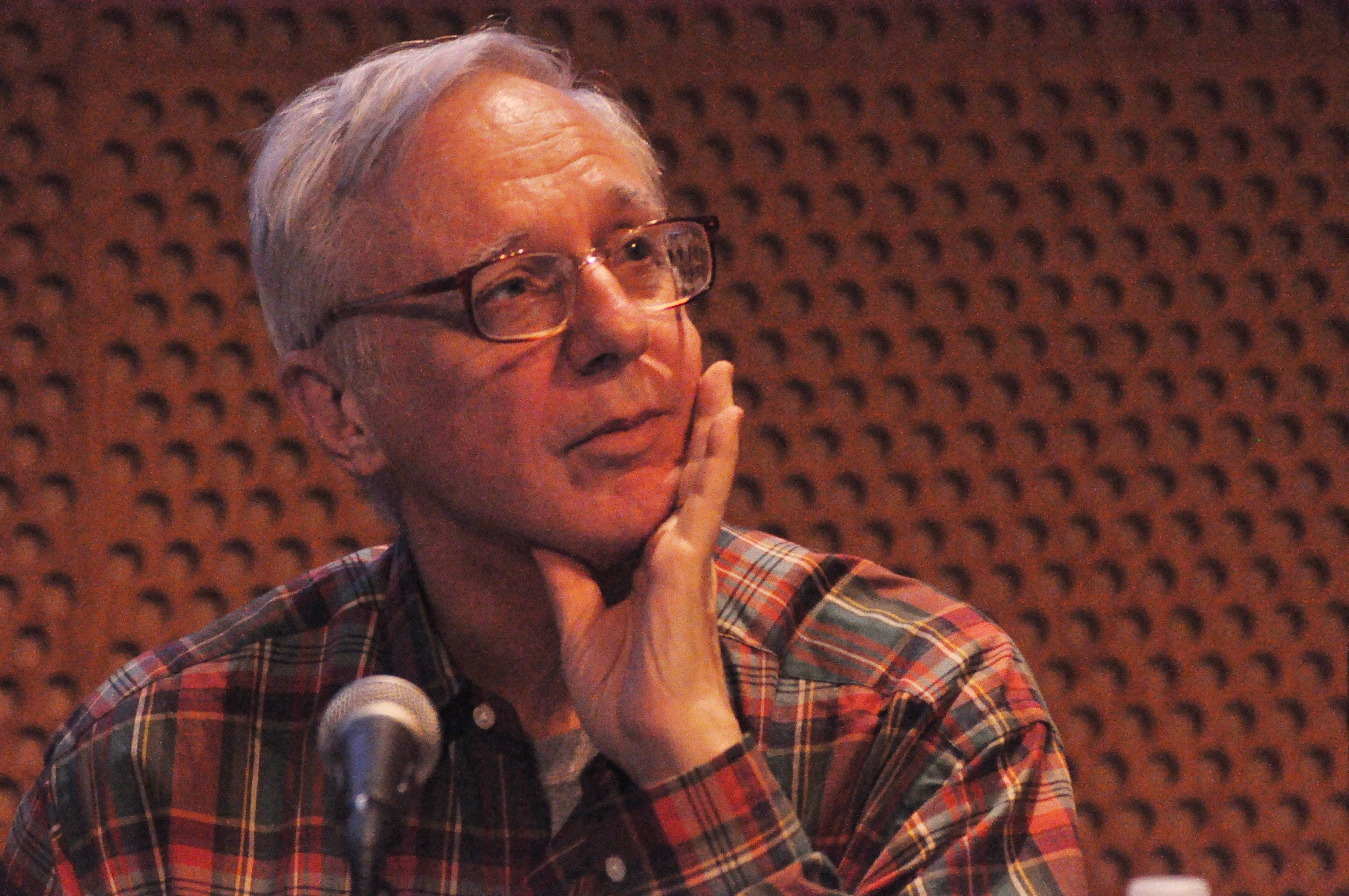
Le célèbre critique musical Robert Christgau attribue une note moyenne à l'album lors de sa sortie.

Plus contemporainement, William Ruhlmann de AllMusic, est davantage positif et note l'album quatre étoiles et demi sur cinq. Il ajoute que « le groupe a travaillé dur sur ses mélodies, avec pour certitude que leurs paroles simples traiteraient de sujets romantiques ». Le site Sputnikmusic attribue la note de quatre sur cinq, en précisant que le groupe « change de style à presque chaque chanson et montre une personnalité artistique inédite par rapport à ses albums précédents ». Le site souligne également « l'impressionnante voix apaisante et douce de Bobby Kimball » et la qualité de la production de l'album. Par ailleurs, le site Nightfall note l'album trois étoiles sur cinq et vante les qualités techniques des musiciens, mais nuance ses propos en affirmant que « c'est la face B qui envoie du bois et vient sauver l'album d'une relative mauvaise note ».

### Succès commercial
Bien que les critiques ne soient pas dithyrambiques à la sortie de l'album, celui-ci se classe très bien dans les charts américains quelques mois après sa sortie. En effet, Toto IV atteint la quatrième place au Billboard 200 le 10 juillet 1982. Le single Africa se hisse en première position du classement Top 100 Songs le 5 février 1983, et demeure la seule chanson du groupe à atteindre cette meilleure place. Rosanna occupe la deuxième place de ce même classement durant cinq semaines consécutives à partir du 3 juillet 1982. Les autres singles sont également bien classés puisque Make Believe atteint la trentième place et I Won't Hold You Back la dixième,. Toto IV est également un succès international pour le groupe, puisqu'il se hisse en première position des ventes de disques aux Pays-Bas, au Canada et en Australie,. L'album atteint également la quatrième place au UK Albums Chart, classement de ventes des singles au Royaume-Uni, en 1983.
Toto IV est certifié disque d'or aux États-Unis le 30 juin 1982, puis disque de platine le 30 décembre de la même année. En 1991, l'album est certifié triple disque de platine par la Recording Industry Association of America avec plus de trois millions d'exemplaires vendus. L'album est également disque de platine en Allemagne, avec plus de 500 000 exemplaires vendus, disque de platine en France, et double disque de platine au Canada. Toto IV s'est vendu à plus de douze millions d'exemplaires dans le monde entier depuis sa sortie et demeure le plus grand succès commercial du groupe.

### Récompenses et postérité

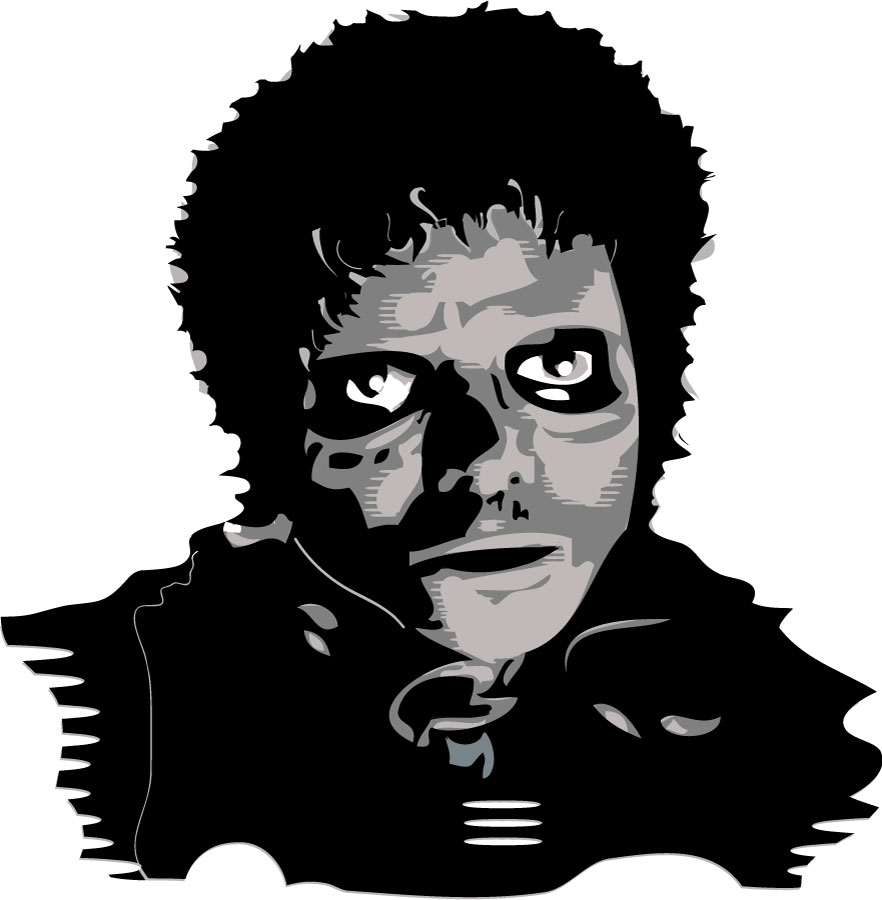
En 1982, quatre des membres de Toto participent à l'enregistrement de l'album Thriller de Michael Jackson.

Après la sortie de Toto IV, une tournée internationale de concerts est organisée, planifiée sur neuf mois. Celle-ci débute le 7 mai 1982 au Japon. Le succès commercial engendré par l'album donne au groupe des perspectives de collaborations musicales prestigieuses. Toto est en effet sollicité par Michael Jackson pour participer à l'enregistrement de son album Thriller, prévu entre avril et novembre 1982. Steve Lukather, Steve Porcaro, David Paich et Jeff Porcaro sont conviés aux sessions d'enregistrement, mais sont contraints d'alléger leur planning de tournée. La durée de celle-ci est réduite à six mois, et comporte finalement une trentaine de dates, avec un passage en Europe et aux États-Unis. Elle s'achève le 5 novembre 1982 au Japon. Parallèlement, Steve Porcaro co-écrit et compose la chanson Human Nature, qui est ajoutée au dernier moment à l'album Thriller,.
En 1983, Toto participe à la vingt-cinquième cérémonie des Grammy Awards, qui a lieu le 23 février à Los Angeles. Il s'agit de la deuxième participation du groupe à cette institution après leur nomination au Grammy Award du meilleur nouvel artiste en 1979. Pour leur album Toto IV, les musiciens et le personnel technique reçoivent un total de vingt-huit nominations et six récompenses : album de l'année (Toto IV), chanson de l'année (Rosanna), producteur de l'année (Toto), meilleur arrangement instrumental (Rosanna), meilleur arrangement vocal (Rosanna), meilleur ingénieur d’enregistrement (Toto IV). Durant la soirée, David Paich ironise et souhaite remercier Robert Hilburn, un journaliste rock du Los Angeles Times, qui a été critique envers le groupe, ce qui provoque un rire collectif dans la salle de spectacle. Steve Lukather gagne un septième trophée, puisqu'il est co-auteur du titre Turn Your Love Around de George Benson, qui remporte le prix de la meilleure chanson R&B,. L'acquisition de ces récompenses est une consécration pour le groupe et attire davantage l'attention de la presse rock.
En 1984, deux ans après la sortie de Toto IV, Bobby Kimball est renvoyé du groupe pour sa consommation excessive de drogue. Après avoir tenté de recruter Richard Page du groupe Mr. Mister pour le remplacer, Toto engage finalement Fergie Frederiksen et prépare l'enregistrement de son album suivant. Les chansons Africa, Rosanna et I Won't Hold You Back sont par la suite sélectionnées pour figurer sur le premier album compilation du groupe, Past to Present 1977-1990. À la suite du succès important engendré par les deux singles, Africa et Rosanna sont également présentes à tour de rôle ou simultanément sur tous les albums live du groupe entre 1992 et 2007. En 2018, quatre chansons de l'album Toto IV (Africa, Rosanna, Afraid of Love et I Won't Hold You Back) sont remastérisées pour l'album 40 Trips Around the Sun, qui célèbre les quarante ans du groupe.

### Classements et certifications
| Classement (1982-1983)        | Meilleure position |
| ----------------------------- | ------------------ |
| Australie (Kent Music Report) | 1                  |
| Canada (Canadian Albums)      | 1                  |
| Pays-Bas (Mega Album Top 100) | 1                  |
| France (SNEP)                 | 16                 |
| Japon (Oricon)                | 3                  |
| Nouvelle-Zélande (RIANZ)      | 9                  |
| Norvège (VG-lista)            | 2                  |
| Suède (Sverigetopplistan)     | 17                 |
| Royaume-Uni (UK Albums Chart) | 4                  |
| États-Unis (Billboard 200)    | 4                  |

| Classement (1982)             | Position |
| ----------------------------- | -------- |
| Canada (Canadian Albums)      | 60       |
| Pays-Bas (Mega Album Top 100) | 10       |
| France (SNEP)                 | 21       |
| Italie (FIMI)                 | 15       |
| États-Unis (Billboard 200)    | 41       |

| Classement (1983)             | Position |
| ----------------------------- | -------- |
| Canada (Canadian Albums)      | 16       |
| Australie (ARIA)              | 21       |
| Royaume-Uni (UK Albums Chart) | 39       |
| États-Unis (Billboard 200)    | 11       |

#### Certifications
| Pays                         | Certifications | Ventes      |
| ---------------------------- | -------------- | ----------- |
| Allemagne (BVMI)             | Platine        | 500 000 +   |
| Australie (ARIA)             | 2 × Platine    | 140 000 +   |
| Canada (Music Canada)        | 3 × Platine    | 300 000 +   |
| États-Unis (RIAA)            | 3 × Platine    | 3 000 000 + |
| Finlande (Musiikkituottajat) | Or             | 34 179 +    |
| France (SNEP)                | Platine        | 300 000 +   |
| Hong Kong (IFPI - Hong Kong) | Or             | 7 500 +     |
| Japon (RIAJ)                 | Platine        | 300 000 +   |
| Royaume-Uni (BPI)            | Or             | 100 000 +   |

## Crédits
| - Steve Lukather : guitare et chant - Bobby Kimball : chant - David Paich : claviers, chant - Jeff Porcaro : batterie, percussions - Steve Porcaro : claviers, chant - David Hungate : basse - Production : Toto - Ingénieurs du son : Al Schmitt, Dick Gall, Bruce Heigh, Tom Knox, David Paich, Steve Porcaro - Enregistrement : Niko Bolas, Terry Christian, Jamie Ledner, Lon LeMaster, David Leonard, Peggy McCreary - Mixage : Greg Ladanyi - Mastering : George Marino - Photographie : Glen Christiensen, Sam Emerson, Jim Hagopian - Illustrations : Joe Spencer | - Joe Porcaro : percussions - Lenny Castro : percussions - Mike Porcaro : violoncelle - Tom Scott : saxophone - Jim Horn : saxophone - Jon Smith : saxophone - Jerry Hey : trompette - Gary Grant : trompette - James Pankow : trombone - Marty Paich : synthétiseur - Roger Linn : synthétiseur - Ralph Dyck : synthétiseur - Martyn Ford : cordes - Tom Kelly : chœurs - Timothy B. Schmit : chœurs - James Newton Howard : arrangements |